# Samosa
En samosa er en gammel ret hvis oprindelse fortaber sig i fortiden, navnet kan spores tilbage til det persiske sanbosag. Den er i dag meget udbredt i hele Mellemøsten, det nordøstlige Afrika, det Indiske subkontinent, og dele af Centralasien. Retten er en trekant af dej med fyld stegt i olie, fyldet består typisk af løg, ærter, kartofler samt krydderier. Samosa tilberedes ofte som vegetarret, men den kan også tilberedes med kød, oftest fårekød eller kylling.
Blandingen lægges på en dej, som foldes så den danner en trekant. Derefter steges den kortvarigt i olie, hvorefter den drypper af og er klar til servering.